# Maggie Q
Margaret Denise Quigley (sinh ngày 22 tháng 5 năm 1979) với nghệ danh Maggie Q là nữ diễn viên mang hai dòng máu Mỹ và Việt Nam. Cô nổi tiếng với vai Nikita trong loạt phim cùng tên của kênh The CW phát sóng từ 2010 đến 2013. Ngoài ra cô còn thủ vai chính trong các phim Nhiệm vụ bất khả thi III và Live Free or Die Hard. Năm 2014, cô tham gia vai Tori Wu trong phim điện ảnh Divergent chuyển thể từ tiểu thuyết cùng tên của Veronica Roth, vai mà cô đã đóng trong phần tiếp theo The Divergent Series: Allegiant.

## Tiểu sử
Maggie sinh ra và lớn lên tại Honolulu, Hawaii. Cha cô mang 2 dòng máu Ireland và Ba Lan còn mẹ là bà Catherine Hồng, một phụ nữ Việt Nam di cư sang Mỹ sau 1975. Cha mẹ cô gặp nhau khi ông tham gia đóng quân trong thời kỳ chiến tranh Việt Nam. Ngoài ra, Maggie còn có 4 anh chị em.
Maggie theo học trường tiểu học Mililani Waena Elementary School và Wheeler Intermediate School. Tiếp đó là trường trung học Mililani High School, tại đây cô là thành viên của đội tuyển bơi lội và điền kinh xuyên quốc gia. Cô đã nhận giải "Best Body" vào năm cuối cấp và tốt nghiệp năm 1997. Maggie nhận được một học bổng thuộc lĩnh vực thể thao vào một trường đại học tư và dự định học ngành thú y. Nhưng gia đình không thể hỗ trợ tài chính cho cô nên Maggie rời Hawaii trong suốt mùa hè với hy vọng kiếm đủ tiền để có thể nhập học vào mùa thu.

## Sự nghiệp

### 1996–2005: Người mẫu và phim Hồng Kông
Theo gợi ý của một người bạn, Maggie bắt đầu đến Tokyo làm người mẫu năm 17 tuổi, sau đó đến Đài Bắc nhưng không đạt được thành công. Cuối cùng cô cố gắng thử sức tại Hồng Kông. Cô chia sẻ rằng điều đó thật sự không dễ dàng: "Tôi từng có mỗi 20 đô la trong túi. Ý tôi là tôi đã thật sự từng ở trong hoàn cảnh giống như mẹ tôi khi bà rời Việt Nam... không biết tiếng... không có tiền."
Tại Hồng Kông, cô may mắn được Jackie Chan chú ý khi nhìn thấy tiềm năng trở thành ngôi sao phim hành động ở cô. Nhờ có sự huấn luyện võ thuật chuyên sâu đã giúp cô hiểu tầm quan trọng của tinh thần chuyên nghiệp và luôn tập trung hết khả năng. Cô nói "Tôi chưa từng tập võ thuật một ngày nào trong đời khi bắt đầu công việc. Tôi thậm chí còn không thể chạm đến các ngón chân của mình".
Năm 2005, Maggie Q đặt kỳ vọng vào bộ phim Mái nhà hoà thuận, bộ phim truyền hình hợp tác Đức-Singapore. Trong phim, cô đóng vai con gái...của nữ diễn viên Phạm Văn Phương. Vì bối cảnh phim xảy ra từ những năm 20 đến những năm 50 của thế kỷ trước ở Singapore nên Maggie Q phải tìm đọc những tài liệu liên quan, rồi xem phim tư liệu để thể hiện được phong thái cũng như cách sống của các thiếu nữ Singapore xa xưa. Thái độ làm việc nghiêm túc của Maggie Q rất được lòng nhà sản xuất và họ hứa sẽ tiếp tục mời cô đảm nhận vai chính "một mình một sân" trong bộ phim Thời gian còn lại, dự kiến khởi quay vào tháng 5.

### 2006–2013: Sự nghiệp Hollywood và Nikita
Năm 2006, Maggie Q tạo nên sự đột phá tại Hollywood khi đảm nhiệm vai chính trong Mission: Impossible III (Nhiệm vụ bất khả thi 3) cùng với Tom Cruise. Cô đóng vai Trần, thành viên nữ duy nhất của đội IMF. Năm 2007, cô xuất hiện với vai Mai Linh trong bộ phim của Bruce Willis Live Free or Die Hard, bộ phim thứ tư trong loạt phim Die Hard, và vai Maggie trong Balls of Fury.

## Phim tham gia

### Phim điện ảnh
| Năm  | Tiêu đề                                                   | Vai            | Ghi chú                            |
| ---- | --------------------------------------------------------- | -------------- | ---------------------------------- |
| 2000 | Model from Hell                                           | Anna           | Tiếng Trung: 鬼名模                |
| 2000 | Gen-Y Cops                                                | Jane Quigley   | Tiếng Trung: 特警新人類2           |
| 2001 | Manhattan Midnight                                        | Susan / Hope   |                                    |
| 2001 | Rush Hour 2 (Giờ cao điểm 2)                              | Girl in car    |                                    |
| 2002 | Naked Weapon (Vũ khí khêu gợi)                            | Charlene Ching | Tiếng Trung: 赤裸特工              |
| 2003 | The Trouble-Makers                                        | Miss Clary     | Tiếng Trung: 一屋兩火              |
| 2004 | Magic Kitchen                                             | May            | Tiếng Trung: 魔幻厨房              |
| 2004 | Around the World in 80 Days (80 ngày vòng quanh trái đất) | Female Agent   |                                    |
| 2004 | Rice Rhapsody                                             | Gigi           | Tiếng Trung: 海南雞飯              |
| 2005 | Taped                                                     | Maggie         | Phim ngắn                          |
| 2005 | Dragon Squad                                              | Yuet           | Tiếng Trung: 猛龍                  |
| 2006 | Mission: Impossible III (Nhiệm vụ bất khả thi 3)          | Zhen Lei       |                                    |
| 2007 | The Counting House                                        | Jade           |                                    |
| 2007 | Live Free or Die Hard                                     | Mai Linh       |                                    |
| 2007 | Balls of Fury                                             | Maggie Wong    |                                    |
| 2008 | Tam quốc chi kiến long tá giáp                            | Tào Anh        | Tiếng Trung: 三國之見龍卸甲        |
| 2008 | Deception                                                 | Tina           |                                    |
| 2008 | New York, I Love You                                      | Janice Taylor  | Phân đoạn: "Yvan Attal"            |
| 2009 | The Warrior and the Wolf                                  | Harran Woman   | Tiếng Trung: 狼灾记                |
| 2010 | Operation: Endgame (Chiến dịch chống khủng bố)            | High Priestess |                                    |
| 2010 | The King of Fighters (Sinh tử chiến)                      | Mai Shiranui   |                                    |
| 2011 | Priest (Thầy tu)                                          | Priestess      |                                    |
| 2014 | Divergent (Dị biệt)                                       | Tori Wu        |                                    |
| 2014 | Unity                                                     | Narrator       | Phim tài liệu                      |
| 2015 | The Divergent Series: Insurgent                           | Tori Wu        |                                    |
| 2016 | The Divergent Series: Allegiant                           | Tori Wu        |                                    |
| 2017 | The Crash                                                 | Hilary         |                                    |
| 2017 | Slumber (Giấc mộng kinh hoàng)                            | Alice          |                                    |
| 2018 | The Con Is On                                             | Irina          |                                    |
| 2018 | Modest Heroes                                             | Mom (voice)    | Phân đoạn: "Life Ain't Gonna Lose" |
| 2020 | Fantasy Island                                            | —              | Sản xuất hậu kỳ                    |
| TBA  | The Death of Me                                           | Actor          | Sản xuất hậu kỳ                    |
| TBA  | The Argument                                              | Sarah          | Sản xuất hậu kỳ                    |

### Phim truyền hình
| Năm     | Tiêu đề                                     | Vai                          | Ghi chú                          |
| ------- | ------------------------------------------- | ---------------------------- | -------------------------------- |
| 1998    | House of the Dragon                         | Devine                       | > 2 tập                          |
| 2002    | Mission in Trouble                          | Yeung Lan                    | Vai chính; Tiếng Trung: 雄心密令 |
| 2005    | House of Harmony                            | Harmony                      |                                  |
| 2010–13 | Nikita (Sát thủ Nikita)                     | Nikita Mears                 | Vai chính; 73 tập                |
| 2012–19 | Young Justice                               | Wonder Woman (voice)         | 6 tập                            |
| 2014–15 | Stalker (Kẻ rình rập)                       | Beth Davis / Michelle Webber | Vai chính; 20 tập                |
| 2016–19 | Designated Survivor (Tổng thống bất đắc dĩ) | Hannah Wells                 | Vai chính; 50 tập                |
| TBA     | Queen of Canton                             | Ching Shih                   | Vai chính                        |

### Trò chơi điện tử
| Năm  | Tiêu đề                    | Vai        | Ghi chú |
| ---- | -------------------------- | ---------- | ------- |
| 2008 | Need for Speed: Undercover | Chase Linh |         |

### Video Âm nhạc
| Năm  | Nghệ sĩ                           | Tiêu đề            |
| ---- | --------------------------------- | ------------------ |
| 2000 | Chris Yu                          | "Subway"           |
| 2002 | Santana featuring Michelle Branch | "The Game of Love" |

### Nhà sản xuất
| Năm  | Tiêu đề         | Ghi chú           |
| ---- | --------------- | ----------------- |
| 2005 | Earthlings      | Đồng sản xuất     |
| 2006 | Love Asia       | Nhà sản xuất      |
| TBA  | Queen of Canton | Giám đốc sản xuất |